# Poecilothrips albopictus
Poecilothrips albopictus är en insektsart som beskrevs av Jindřich Uzel 1895. Poecilothrips albopictus ingår i släktet Poecilothrips och familjen rörtripsar. Arten är reproducerande i Sverige. Inga underarter finns listade i Catalogue of Life.